# Christine (film 2016)
Christine è un film del 2016 diretto da Antonio Campos.
La pellicola, con protagonista Rebecca Hall, racconta la storia vera della giornalista televisiva Christine Chubbuck fino al 1974.

## Trama
Christine Chubbuck è un'ambiziosa giornalista che vive a Sarasota, in Florida, alla ricerca di un colpo che potrebbe dare una svolta alla sua carriera. La giovane ventinovenne, che lavora per la stazione televisiva WXLT-TV, si trova tuttavia ad avere a che fare con un ambiente che le è parzialmente ostile: pur andando d'accordo con diversi colleghi, il rapporto con il boss è tagliente, a causa della continua ricerca di scoop sensazionalistici moralmente discutibili da parte dell'emittente.
Christine non manca di trascorrere parte del suo tempo facendo volontariato, organizzando spettacoli teatrali con pupazzi per i bambini con disabilità. Mentre cerca il suo equilibrio tra vita personale (la ragazza vive insieme alla madre, con cui ha un rapporto d'affetto screziato da qualche incomprensione) e lavoro, scopre di avere una cisti ovarica che le procura dolore nella quotidianità. Questo non è che uno dei problemi di Christine, che vede i suoi tentativi di ricerca di nuovi scoop e servizi televisivi vanificati da un boss troppo esigente, che stenta a comprendere le sue motivazioni.
Questi eventi (a cui si aggiunge una diagnosi di potenziale infertilità dopo l'operazione effettuata per curare la cisti ovarica) esacerbano gli sbalzi emotivi della giovane, che non tarda a dar voce alla propria rabbia ingaggiando discussioni con i colleghi e con la madre, davanti alla quale ha un vero e proprio crollo emotivo. Tuttavia, Christine non si perde d'animo, e ricerca gli scoop "succosi", a base di sangue e violenza, richiesti dal proprietario di WXLT-TV. Un giorno, la conduttrice si reca ad intervistare il proprietario di un negozio di armi, da cui apprende nozioni utili per imbastire un servizio a tema, che tuttavia viene rifiutato dal boss.
L'occasione si rivela comunque importante per Christine, la quale inizia a ponderare l'idea di acquistare una pistola per uccidersi. Tenta nel frattempo di recuperare alcuni brandelli della sua vita relazionale, uscendo con George, collega di cui è segretamente innamorata. Tuttavia, George desidera aiutare Christine da "amico", delineando una certa separazione tra i due. Christine è ormai consapevole di non farcela, vedendo inoltre alcuni colleghi superarla ascendendo di posizioni e ruoli, oppure producendo reportage meglio accetti dal boss.
Christine, a causa di delusioni e frustrazioni di varia natura, decide di spararsi in diretta televisiva nel 1974, con l'arma ottenuta dal negozio visitato alcuni giorni prima. Scrivendo per l'occasione l'apertura del notiziario del giorno, la ragazza prepara un copione in cui viene narrato il suo tentato suicidio, il ricovero all'ospedale di Sarasota ed il suo mantenersi in "condizioni critiche". Estrae poi la pistola dalla borsa in cui custodiva i pupazzi utilizzati per intrattenere i bambini per i quali faceva volontariato, e si spara alla nuca cadendo riversa a terra sotto lo sguardo dei colleghi.
Christine viene portata d'urgenza in ospedale, dove riceve la visita della madre. La collega con cui era più amica, Jean, viene vista in un'ultima scena conclusiva mangiare gelato e cantare sommessamente nel buio del salotto, un gesto che, come aveva suggerito alla collega, riusciva a rinfrancarle il morale.

## Distribuzione
Il film è stato presentato in anteprima al Sundance Film Festival 2016. Successivamente è stato proiettato in molti festival cinematografici internazionali, tra cui Toronto International Film Festival, BFI London Film Festival, Mill Valley Film Festival e Torino Film Festival.
È stato distribuito nelle sale cinematografiche statunitensi il 14 ottobre 2016 da The Orchard, mentre in quelle britanniche è uscito il 27 gennaio 2017.

## Riconoscimenti
- 2016 – Sundance Film Festival
  - Candidatura al Grand Jury Prize: Dramatic
- 2016 – Chicago International Film Festival
  - Silver Hugo alla miglior attrice a Rebecca Hall
- 2016 – Torino Film Festival
  - Miglior attrice a Rebecca Hall[2]
- 2017 – Independent Spirit Award
  - Candidatura alla miglior sceneggiatura d'esordio a Craig Shilowich
  - Candidatura al Producers Award a Melody C. Roscher e Craig Shilowich